# Osterwieck-Wasserlebener Eisenbahn T 01
Der OWE T 01 war ein Verbrennungstriebwagen der Osterwieck-Wasserlebener Eisenbahn. Gebaut wurde er in der Werkstätte der Gesellschaft in Hornburg durch Umbau aus einem Personenwagen der Bauart Bi 33. Später wurde der Triebwagen auch als Schlepptriebwagen verwendet und 1965 nach einem Motorschaden ausgemustert.

## Geschichte
Als Folge der Weltwirtschaftskrise sollte bei der Osterwieck-Wasserlebener Eisenbahn 1930 der Triebwagenbetrieb eingeführt werden. Um auf Entwicklungskosten zu verzichten, ließ der damalige Dezernent für Maschinentechnik, Hans Ahrens, in der Werkstätte der OWE einen herkömmlichen Personenzugwagen in einen Triebwagen mit dieselelektrischem Antrieb umbauen.
Da die Leistung des Triebwagens reichlich bemessen war, konnte ein Personen- oder Gepäckwagen mitgenommen werden. Deshalb kam es ab Juni 1930 zu einer Trennung von Güter- und Personenzugdienst, was zu einer Verbesserung des Angebotes im Personenzugdienst mit geringeren Fahrzeiten führte. Die Einsparungen der Betriebskosten betrugen 380.738 Mark 1929 und 230.696 Mark 1933. Die einfache dieselelektrische Antriebsanlage nach dem System GEBUS überzeugte. Sie war einfach zu bedienen, der Triebwagenführer war durch keine Schalthandlungen abgelenkt.
Nach dem Zweiten Weltkrieg verblieb der Triebwagen in Hornburg. Seine Unverwüstlichkeit auf der nun geteilten und damit gekürzten Strecke wurde hier mit dem Spitznamen alter Adenauer Ausdruck gegeben. 1963 kam es zu einem Brand des Generators. Der Wagen wurde wieder aufgebaut, wobei die Inneneinrichtung entfernt wurde. Der Triebwagen wurde ab 1964 nur noch als Schlepptriebwagen verwendet, wobei ihm zwei Personenwagen für den Einsatz im Personenverkehr beigegeben wurden. 1965 wurde der Motor defekt. Der Triebwagen wurde daraufhin ausgeschlachtet und verschrottet.

## Technische Beschreibung
Grundlage des Umbaus war ein zweiachsiger Personenwagen der Bauart Bi 33 mit geschlossenen Endbühnen. Zwei Räume des Fahrgastabteiles wurden zu einem schmalen Maschinenabteil umfunktioniert. In ihm war die dieselelektrische Antriebsanlage nach dem System GEBUS quer zur Fahrtrichtung aufgestellt. Die Maschinenanlage war auf einem aus Profilen und Blechen bestehenden Grundrahmen gelagert und bestand ursprünglich aus einem 81 kW (110 PS) starken Dieselmotor von Büssing und dem Traktionsgenerator von GEBUS. Beide Maschinenanlagenteile waren durch eine drehelastische Gummigelenkscheibe verbunden. Die Kraftübertragung geschah weiter über die beiden Traktionsfahrmotoren in Tatzlager-Bauweise.
Der Umbau war einfach und dauerte nur wenige Wochen, wobei die Kosten bei 33.000 Reichsmark lagen. Durch die Betriebskostenersparnis hatten sich die Umbaukosten bereits nach zwei Jahren Betrieb wieder bezahlt gemacht.